# نیچینان، توتوری
نیچینان، توتوری (به لاتین: Nichinan, Tottori) یک منطقهٔ مسکونی در ژاپن است که در Hino District واقع شده‌است. نیچینان ۳۴۰٫۹۶ کیلومترمربع مساحت و ۴٬۶۶۵ نفر جمعیت دارد.